# 盛合家住宅
盛合家住宅（もりあいけじゅうたく）は、岩手県宮古市津軽石に所在する住宅建築。主屋が登録有形文化財、庭園が登録記念物（名勝地関係）にそれぞれ登録されている。

## 概要
盛合氏は江戸時代中期から後期にかけて漁業・廻船業等を通じて、とりわけ津軽石川の鮭漁などで成長をなした豪商であり、安永3年（1774年）以降に盛合氏を名乗るようになった。河口に近い広大な敷地に門・主屋・離れ・４棟の蔵、庭園が残されている。享和元年（1801年）には測量調査途上であった伊能忠敬も滞在した。

## 建築
屋敷は商家造の御下居、常居と武家造の玄関、小座敷、次の間、御座敷によって構成される。座敷棟に土間棟が矩折れに付く切妻造鉄板葺きで、敷地の中央に南面して建つ。主座敷は床と違棚、付書院を構える12畳半で、二方に巡る土庇を介して庭園を望み、次の間や上便所、浴室も当時のまま残されている。2007年10月2日、国の登録有形文化財として登録された。

## 庭園
寛政9年（1797年）に盛岡藩主南部利敬による領内巡視に際し、居宅が宿所として使用されたのを契機に改修され、完成した。池は石組で護岸され、中央に島を擁し、かつては川魚類が放たれていた。池の背後には小高く築山が築かれ、池べりから頂部にかけて大振りの景石が複数据えられているほか、枯滝石組がある。庭園にはイチイ、クロマツ、コウヤマキなどの樹木が見られるほか、池の周囲にはサツキが配植されている。2012年1月24日、国の登録記念物（名勝地関係）として登録された。

## 交通アクセス
- 三陸沿岸道路宮古南ICより車で3分
- 三陸鉄道リアス線 津軽石駅より徒歩3分